# Kenneth Meseroll
Kenneth „Ken“ Meseroll (* 15. April 1952 in New Jersey) ist ein US-amerikanischer Schauspieler und Synchronsprecher.

## Leben
Meseroll wurde am 15. April 1952 im US-Bundesstaat New Jersey geboren. Von 1993 bis 1995 erlangte er seinen Bachelor of Arts in Theaterschauspiel. Er gehört zum Ensemble der Interact Theatre Company. 1979 synchronisierte er im Anime Star Blazers in 52 Episoden die Figur Derek Wildstar. Danach war er ab den 1980er Jahren überwiegend als Episodendarsteller in verschiedenen US-amerikanischen Fernsehserien zu sehen. 1992 spielte er in der Episode So nah und doch so fern der Fernsehserie Raumschiff Enterprise – Das nächste Jahrhundert die Rolle des Fähnrich McDowell. Von 2007 bis 2008 stellte er in der Fernsehserie Without a Trace – Spurlos verschwunden die wiederkehrende Rolle des Jonathan Newman dar. 2010 stellte er in elf Episoden der Fernsehserie 10,000 Days und 2014 im gleichnamigen Film die Rolle des Fred Hesse dar. 2020 spielte er in der Fernsehserie Station 19 die Rolle des Paul Montgomery. Von 2022 bis 2023 spielte er in der Fernsehserie Winning Time: Aufstieg der Lakers-Dynastie mit.

## Filmografie (Auswahl)

### Schauspiel
- 1985: Ryan’s Hope (Fernsehserie, Episode 1x2570)
- 1987: Springfield Story (Guiding Light, Fernsehserie, 1 Episoden)
- 1987: Jung und Leidenschaftlich – Wie das Leben so spielt (As the World Turns, Fernsehserie, 1 Episoden)
- 1991: Die Bill Cosby Show (The Cosby Show, Fernsehserie, Episode 7x23)
- 1992: Raumschiff Enterprise – Das nächste Jahrhundert (Star Trek: The Next Generation, Fernsehserie, Episode 5x24; So nah und doch so fern)
- 1999: Meyer Lansky – Amerikanisches Roulette (Lansky, Fernsehfilm)
- 2000: The '70s (Fernsehserie, Episode 1x02)
- 2000: After Diff’rent Strokes: When the Laughter Stopped (Fernsehfilm)
- 2000: Frauenpower (Family Law, Fernsehserie, Episode 2x09)
- 2001: Akte X – Die unheimlichen Fälle des FBI (The X-Files, Fernsehserie, Episode 8x09)
- 2001: Carman: The Champion
- 2001: Highway to Hell – 18 Räder aus Stahl (18 Wheels of Justice, Fernsehserie, Episode 2x15)
- 2002: Crossing Jordan – Pathologin mit Profil (Crossing Jordan, Fernsehserie, Episode 1x19)
- 2003: Practice – Die Anwälte (The Practice, Fernsehserie, Episode 8x02)
- 2004: CSI: Miami (Fernsehserie, Episode 2x22)
- 2005: Numbers – Die Logik des Verbrechens (NUMB3RS, Fernsehserie, Episode 1x02)
- 2005: The West Wing – Im Zentrum der Macht (The West Wing, Fernsehserie, Episode 7x02)
- 2006: Emergency Room – Die Notaufnahme (ER, Fernsehserie, Episode 12x18)
- 2007–2008: Without a Trace – Spurlos verschwunden (Without a Trace, Fernsehserie, 2 Episoden)
- 2007; 2010: Criminal Minds (Fernsehserie, 2 Episoden)
- 2008: Shark (Fernsehserie, Episode 2x14)
- 2008: Cold Case – Kein Opfer ist je vergessen (Cold Case, Fernsehserie, Episode 6x02)
- 2009: Medium – Nichts bleibt verborgen (Medium, Fernsehserie, Episode 5x08)
- 2009: Mad Men (Fernsehserie, Episode 3x04)
- 2010: Grey’s Anatomy (Fernsehserie, Episode 7x10)
- 2010: Zeit der Sehnsucht (Days of Our Lives, Fernsehserie, Episode 1x11473)
- 2010: 10,000 Days (Fernsehserie, 11 Episoden)
- 2013: Dark Skies – Sie sind unter uns (Dark Skies)
- 2014: The Grind (Kurzfilm)
- 2014: Castle (Fernsehserie, Episode 7x01)
- 2014: 10.000 Days (10,000 Days)
- 2015: Hawaii Five-0 (Fernsehserie, Episode 6x04)
- 2018: S.W.A.T. (Fernsehserie, Episode 2x08)
- 2019: SEAL Team (Fernsehserie, Episode 2x22)
- 2020: Station 19 (Fernsehserie, 2 Episoden)
- 2022–2023: Winning Time: Aufstieg der Lakers-Dynastie (Winning Time: The Rise of the Lakers Dynasty, Fernsehserie, 3 Episoden)

### Synchronisationen
- 1979: Star Blazers (宇宙戦艦ヤマト/Uchū Senkan Yamato, Zeichentrickserie, 52 Episoden)
- 2005: Space Battleship Yamato: The Making of an Anime Legend